# Das-Kollektiv.Net
Das-Kollektiv.Net ist eine Synth-Pop-Band, die als Studioprojekt von 8 Musikern, sog. Kollektiv-Einheiten, angelegt ist. Die Musik ist charakterisiert von Einflüssen aus den Bereichen Synth Pop, Future-Pop, Electro, EBM und Dark Wave. Über die Namen der tatsächlichen Macher ist nichts bekannt, vielmehr nennen sie sich selbst „Kollektiv-Einheiten“ und verbergen sich hinter Nummern.

## Geschichte
Das-Kollektiv.Net ist im norddeutschen Raum verankert, existiert zwar bereits seit einigen Jahren, hat aber erst im Laufe der Jahre ab 2006 ganze Alben veröffentlicht. War das erste Album Das, was bleibt, hat keinen Namen 2007 noch vollständig in Eigenregie produziert und veröffentlicht worden, erschien 2009 das zweite Album Eichenriegel beim Szene-Label Danse Macabre. Eine Sammlung späterer Remixe, ReManufactured 2012, wurden wiederum selbst produziert und veröffentlicht, bis 2013 das Album Nahton unter eigenem Label herauskam. 2016 erschien die EP "Android" mit 5 Songs ebenfalls in Eigenproduktion.

## Stil
Das-Kollektiv.Net zeichnet sich durch ein breit angelegtes musikalisches Spektrum im Bereich der elektronischen Musik aus. Kernschwerpunkte lagen in den frühen Jahren eher im Bereich Dark Wave, Electronic Body Music seit 2011 hat sich die Gruppe mehr und mehr in Richtung Synth Pop und Future Pop entwickelt. Während Das, was bleibt, hat keinen Namen noch extrem weit gefächert war von tanzbaren, teils gestampften Beats, war das Album Eichenriegel von einem härteren, düsteren Klang geprägt. Beim Album Nahton wiederum wählte Band einen gefälligeren Sound, zu dem nun auch Instrumente wie z. B. E-Gitarre, Saxophon oder gezupfter E-Bass kamen.

## Diskografie

### Alben
- 2007: Das, was bleibt, hat keinen Namen
- 2009: Eichenriegel
- 2013: Nahton
- 2016: Android

### Remixes
- 2011: Nachthexen (Re:\Legion, Das-Kollektiv.Net-Remix)
- 2012: ReManufactured

### Beiträge zu Samplern
- 2007: Orkus Compilation 34, November 2007 – "Der schwarze Mann"
- 2009: Sonic Seducer, Vol. 99, 15-10-2009  – "Wut"
- 2009: Dark Alliance, Sampler Vol 3/2009 – "Letzter Zeuge"
- 2010: Dark Alliance, Sampler Vol 8/2010 – "Mein Leib lebt"
- 2013: Sonic Seducer, Battle of the Bands 2013 – "Sieben"

## Videos
Album-Trailer-Videos
- 2008: Das, was bleibt, hat keinen Namen
- 2009: Eichenriegel
- 2012: ReManufactured
- 2013: Nahton
- 2016: Android

Song-Videos
- 2007 ff. wurden zu nahezu allen veröffentlichten Songs Videos veröffentlicht.

## Berichterstattung
Über Das-Kollektiv.net wurde in verschiedenen Szene-Magazinen berichtet. So erschienen u. a. Interviews und Berichte in den Printmagazinen Negatief (August/September 2009), Afterdark (Kiel, September 2008), Zillo (Oktober 2009), Gothic (Sommerausgabe 2009), Dark Spy (September/Oktober 2009) und Sonic Seducer (Oktober 2009, November 2013) sowie Reviews in den Online-Publikationen Dark Moments, Mindbreed, Der Medienkonverter, My Revelations, Metal.de, Terrorverlag, Whiskey Soda, Heavyhardes, Musik an sich, Side Line Music Magazine und Necroweb.